# River Plate Asunción
Der Club River Plate ist ein paraguayischer Sportverein aus dem Stadtteil Mburicaó von Asunción, der hauptsächlich für seine Fußballabteilung bekannt ist. Der Verein wird auch El Kelito genannt.

## Geschichte

### Gründung
Der am 15. Januar 1911 gegründete Verein errang seinen ersten Titel im Jahr 1912, als er erstmals an einer der damaligen paraguayischen Fußballorganisationen, der Centenario League, teilnahm. Mitte des Jahres 1913 organisierte der paraguayische Fußballverband (APF) ein Turnier mit vier Teams, bei dem sich der Sieger einen Platz für die erste Liga, die damals sechs Teams umfasste, sicherte. Jedoch schaffte River Plate nicht den Sprung ins Oberhaus, sondern Cerro Porteño. River Plate trat in der zweiten Liga an, wo dem Team mit der Meisterschaft der erste Aufstieg der noch jungen Vereinsgeschichte gelang.
Bei ihrer ersten Teilnahme an der offiziellen Erstliga-Meisterschaft des Fußballverbandes AFP belegte River Plate 1914 den dritten Platz und gewann Spiele gegen Cerro Porteño, Nacional und Guaraní. Am 12. Oktober 1919 war das Team aus Mburicaó für den höchsten Sieg in der Geschichte der Primera División verantwortlich, als es mit 16:0 gegen Marte Atlético gewann, das später mit anderen Vereinen zu Sportivo Luqueño fusionierte. In diesem Jahr erreichte man den zweiten Platz und lag nur drei Punkte hinter Meister Cerro Porteño. 1926 und 1930 konnten zwei weitere Vizemeisterschaften geholt werden. Vor allem die Vizemeisterschaft 1930 schmerzt, da River Plate am vorletzten Spieltag noch Spitzenreiter war und das Duell gegen den direkten Konkurrenten Libertad mit 1:3 verlor und in der Tabelle um einen Punkt überholt wurde.

### Etablierung und Abstiege
Bis 1954 trat der Verein in der höchsten Fußballliga des Landes an, als die Liga von elf auf neun Teams reduziert wurde und El Kelito auf dem vorletzten Platz den Gang in die zweite Liga antreten musste. Nach drei Jahren Zweitklassigkeit gelang der Meistertitel und damit der Wiederaufstieg. 1959 stellte der Klub den Ligatorschützenkönig mit Ramón Rodríguez, der in der Saison 17 Tore erzielt hatte. 1962 und 1963 kam der Klub zwei Mal in Folge auf den dritten Tabellenplatz. Bis 1985 hielt sich der Klub in der obersten Spielklasse. Nach drei Jahren erfolgte der Wiederaufstieg, 1994 der erneute Abstieg. Danach blieb River Plate längere Zeit in der zweiten Liga. Ab 2006 folgten turbulente Jahre: Nach dem Abstieg in die Tercera División wurde El Kelito dort Tabellenletzter und stieg sogar in die vierte Liga ab. Nachdem der Aufstieg in der Finalphase nicht geklappt hatte, schaffte River Plate im zweiten Vierligajahr den Wiederaufstieg in die dritte Liga, nachdem im Entscheidungsspiel gegen das punktgleiche Team und Mitaufsteiger Martín Ledesma durch einen klaren 4:0-Erfolg der Titel stand. In der Tercera División schaffte der Klub den Durchmarsch in die zweite Liga. Martín Ledesma wurde erneut Vizemeister, jedoch gab es aus der dritten Liga nur einen Aufsteiger. Zurück in der División Intermedia konnte sich der Klub nach einem fünften Platz im ersten Jahr im unteren Mittelfeld etablieren.

### Rückkehr in die Primera División
2015 folgte eine überzeugende Saison, in der River Plate drei Spieltage vor Schluss den Aufstieg klarmachte und dann noch Meister wurde. Doch nach der Apertura 2016 auf dem letzten Tabellenplatz konnte River Plate den Abstieg in der Clausura nicht mehr abwenden. Auch in der Folgesaison in der zweiten Liga kämpfte El Kelito bis zum Schluss erfolgreich, um nicht auf die Abstiegsränge zu rutschen. 2018 war dann wieder eine gute Saison für den Klub, der am letzten Spieltag die Meisterschaft und den Aufstieg feiern konnte.

### Internationale Teilnahmen und erneuter Absturz
2019 qualifizierte sich River Plate mit dem siebten Platz in der Gesamttabelle erstmals für einen internationalen Wettbewerb, allerdings musste das Team in der 1. Runde der Copa Sudamericana 2020 gegen Deportivo Cali aus Kolumbien eine deutliche Niederlage mit insgesamt 2:5 hinnehmen und schied aus. Zwar lief Clausura 2020 nicht besonders erfolgreich und endete mit dem vorletzten Tabellenplatz, doch aufgrund der guten Apertura, die durch die COVID-19-Pandemie insgesamt neun Monate dauerte, qualifizierte sich El Kelito erneut für den internationalen Wettbewerb. Bei der Copa Sudamericana 2021 schaffte es das Team aus Asunción nach dem Sieg gegen den Lokalrivalen Guaireña FC in die Gruppenphase, in der River Plate am letzten Gruppenspieltag noch die Chance auf den Gruppensieg hatte, allerdings mit 0:4 gegen Brasiliens Vertreter Corinthians São Paulo verlor und als Gruppendritter ausschied. Auch in der Liga startete River Plate gut, musste dann aber nach einer Negativserie am Ende der Saison absteigen. 2022 folgte der erneute Abstieg als Vorletzter in die dritte Liga.

## Erfolge
- Zweitligameister: 1913, 1957, 2015, 2018
- Drittligameister: 2010

## Bekannte Spieler
- José Cardozo
- Roberto Fernández
- Alicio Solalinde